# Hercules (Musical)
Hercules ist ein Musical basierend auf dem gleichnamigen Disneyfilm von 1997, der sich wiederum auf die Abenteuer der Figur Herkules aus der griechischen Mythologie bezieht. Alan Menken und David Zippel komponierten die Musik und verfassten die Liedtexte. Das Musical wurde 2019 und 2023 mit Vorab-Premieren in Manhattan und Millburn aufgeführt. Die Premiere einer weiter überarbeiteten Fassung fand im März 2024 in der Neuen Flora in Hamburg statt.

## Handlung
Hercules, der Sohn von Zeus und Hera, wird von dem bösen Gott der Unterwelt, Hades, auf die Erde verstoßen. Dort trifft er auf Phil, der sein Trainer wird, und er macht sich auf die Suche nach seinem Platz in der Welt. Da er nicht mit gottähnlichen Kräften ausgestattet ist, wagt er sich von einem Abenteuer zum nächsten, um den gewaltigen Herausforderungen, die Hades für ihn bereithält, entgegenzuwirken. Während Hercules versucht in den Olymp zurückzukehren, trifft er auf die sterbliche Meg, die sein Schicksal maßgeblich verändert und ihn zu einem wahren Helden werden lässt.

## Titelliste

### Akt I
- Genauso war’s I – Musen, Ensemble
- Genauso war’s II – Musen, Ensemble
- Genauso war’s III – Musen
- Despinas Wiegenlied – Despina
- Genauso war’s IV – Musen, Ensemble
- Ich weiß, das wird heut mein Tag – Hercules, Ensemble
- Endlich angekommen – Hercules
- Endlich angekommen (Reprise) – Hercules
- Du bist meine Chance – Phil
- Vergiss das lieber – Meg, Hercules
- Genauso war’s V – Musen
- Ein sauberer Schnitt – Hades, Karl, Heinz, Seelen
- Von Zero auf Hero – Musen, Hercules, Phil, Ensemble

### Akt II
- Ein A-Muse-Gueule – Musen
- I’m Back! – Phil
- Ein sauberer Schnitt (Reprise) – Hades, Karl, Heinz
- Phils Rat – Phil, Hercules
- Genauso war’s VI – Musen
- Du bist meine Chance (Reprise) – Phil
- Nein, ich bin nicht verliebt – Meg, Musen
- Die Schlacht der Titanen – Musen, Ensemble
- Mensch sein – Hercules
- Zero auf Hero (Reprise) – Musen, Ensemble
- Dein Stern geht auf – Musen, Ensemble

## Inszenierung

### Vereinigte Staaten
Im Juli 2017 kündigte Alan Menken an, dass er an einer Musicalfassung von Hercules arbeite. Menken verwendete neben den Originalliedern des Filmes auch neu komponierte Lieder. Er arbeitete dabei mit David Zippel zusammen. 2019 wurde eine Produktion im Delacorte Theater im Central Park, Manhattan, New York, angekündigt. Zwischen dem 19. August und dem 8. September 2019 wurde das Musical in dem Open-Air-Theater aufgeführt. Die titelgebende Hauptrolle wurde von Jelani Alladin übernommen, während James Monroe Iglehart als Phil, Krysta Rodriguez als Meg und Roger Bart als Hades zu sehen waren. Die Aufführungen stießen dabei eher auf gemischte bis kritische Reaktionen.
2020 wurde eine überarbeitete Version durch Robert Horn von Disney Theatrical Productions angekündigt. Außerdem werde beabsichtigt das Musical am Broadway aufzuführen. Die überarbeitete Version wurde zwischen dem 16. Februar und dem 19. März 2023 im Paper Mill Playhouse in Millburn, New Jersey, aufgeführt. Hier übernahm Bradley Gibson die Rolle des Hercules, James Monroe Iglehart erneut die des Phils, Isabelle McCalla als Meg und Shuler Hensley als Hades.

### Deutschland
Im Frühjahr 2023 gab Disney bekannt, dass die Show auf Deutsch übersetzt wird und 2024 in Deutschland Premiere feiern werde. Im Juni 2023 wurde das Musical durch Stage Entertainment Germany für die Neue Flora angekündigt. Dabei handelt es sich um die erste Weltpremiere eines Disney-Musicals in Hamburg. Die Inszenierung übernahm Casey Nicholaw.
Die Hauptrolle des Hercules übernahmen Benét Monteiro (März 2024 – August 2024) und Philipp Büttner (seit August 2024), während Mae Ann Jorolan (März 2024 – März 2025) und Jeannine Michèle Wacker (seit März 2025) die Rolle der Meg verkörperten.

### Vereinigtes Königreich
Im Jahr 2024 wurde angekündigt, dass das Musical im Sommer 2025 an den West End kommt. Das Musical ist der Nachfolger von den Musical Die Eiskönigin im Theatre Royal Drury Lane. Premiere ist für den 24. Juni 2025 angesetzt. Die Rolle der Megara (Meg) wird von Mae Ann Jorolan verkörpert, die die Rolle auch in der Hamburger Produktion gespielt hat. Hercules wird von Luke Brady verkörpert.

## Besetzung
| Charakter   | Premierenbesetzung Manhattan | Premierenbesetzung Millburn | Premierenbesetzung Hamburg              |
| ----------- | ---------------------------- | --------------------------- | --------------------------------------- |
| Hercules    | Jelani Alladin               | Bradley Gibson              | Benét Monteiro alternierend: Hope Maine |
| Phil        | James Monroe Iglehart        | James Monroe Iglehart       | Kristofer Weinstein-Storey              |
| Meg         | Krysta Rodriguez             | Isabelle McCalla            | Mae Ann Jorolan                         |
| Hades       | Roger Bart                   | Shuler Hensley              | Detlef Leistenschneider                 |
| Pain/Karl   | Nelson Chimilio              | Reggie De Leon              | Mario Saccoccio                         |
| Panic/Heinz | Jeff Hiller                  | Jeff Blumenkrantz           | André Haedicke                          |
| Kalliope    | Tamika Lawrence              | Tiffany Mann                | Leslie Beehann                          |
| Thalia      | Ramona Keller                | Anastacia McCleskey         | Chasity Crisp                           |
| Terpsichore | Rema Webb                    | Destinee Rea                | Venolia Manale                          |
| Klio        |                              | Charity Angél Dawson        | Jamie-Lee Uzoh                          |
| Melpomene   | Rashidra Scott               | Shekinah McFarlane          |                                         |
| Nessus      | Joel Frost                   | Jesse Nager                 |                                         |

## Aufführungen
| Land                   | Aufführungsort | Premiere         | Dernière          | Theater                  |
| ---------------------- | -------------- | ---------------- | ----------------- | ------------------------ |
| Vereinigte Staaten     | Manhattan      | 31. August 2019  | 8. Oktober 2019   | Delacorte Theater        |
| Vereinigte Staaten     | Millburn       | 16. Februar 2023 | 19. März 2023     | Paper Mill Playhouse     |
| Deutschland            | Hamburg        | 24. März 2024    | 4. September 2025 | Neue Flora               |
| Vereinigtes Königreich | London         | 24. Juni 2025    |                   | Theatre Royal Drury Lane |

## Soundtrack
Im Oktober 2023 wurde Endlich angekommen mit Benét Monteiro als Single veröffentlicht.